# Витоки політичного порядку. Від прадавніх часів до Французької революції
Витоки політичного порядку. Від прадавніх часів до Французької революції (англ. The Origins of Political Order: From Prehuman Times to the French Revolution by Francis Fukuyama) - книжка політичного економіста Френсіса Фукуями, вийшла у 2011 році.

## Огляд книги
За словами Френсіса Фукуями стабільна держава - це сучасна та сильна країна, підконтрольна діючим законам та підзвітна населенню. 
Фактично всі суспільства взяли свій початок з племінних форм організації. Найрозвинутіші з них сягли рівня політичних утворень, в яких ядром стала держава, здатна утримувати мир в суспільстві та систематизувати закони, дія яких поширювалась на всіх громадян. Деякі з них пішли далі й сформували підзвітні виборцям уряди. Ми ставимо їх в приклад, хоча на сьогоднішній день їх функціонування в країнах, що розвиваються, майже неможливе, а в окремих випадках призводить до руйнівних наслідків для решти світу. 
Чому сучасні процеси державотворення та формування інституцій в таких країнах як Афганістан, Ірак, Сомалі, Гаїті, Ліберія не призводить до очікуваних результатів.   
Франціс Фукуяма, один з найбільш впливових політичних мислителів сьогодення, презентує доповідь про розвиток сучасних політичних інституцій. Автор проводить дискурс в історію, охоплюючи характеристику політичних режимів наших предків, появу перших племінних утворень, зародження державності в Китаї, початок верховенства права в Індії та на Середньому Сході, розвиток політичної підзвітності в країнах Європи аж до початку Французької революції. 
Виходячи з основних засад історії, еволюційної біології, археології та економіки, автор пропонує блискучу та провокативну роботу, в якій висвітлює своє бачення походження демократичних суспільств та піднімає суттєві питання сутності політики.  

## Переклад українською
- Фукуяма, Френсіс. Витоки політичного порядку. Від прадавніх часів до Французької революції / пер. Роман Корнута. К.: Наш Формат, 2018. — ISBN 978-617-7552-73-3